# ویلم فان لون
ویلم فان لون (انگلیسی: Willem van Loon; ۱۵ اوت ۱۸۹۱ – ۲۹ نوامبر ۱۹۷۵) ورزشکار دو و میدانی اهل پادشاهی هلند بود.